# Де Бласис, Пабло
Пабло Эсекиэль де Бласис (исп. Pablo Ezequiel de Blasis; род. 4 февраля 1988[…], Ла-Плата) — аргентинский футболист, полузащитник клуба «Картахена».

## Клубная карьера

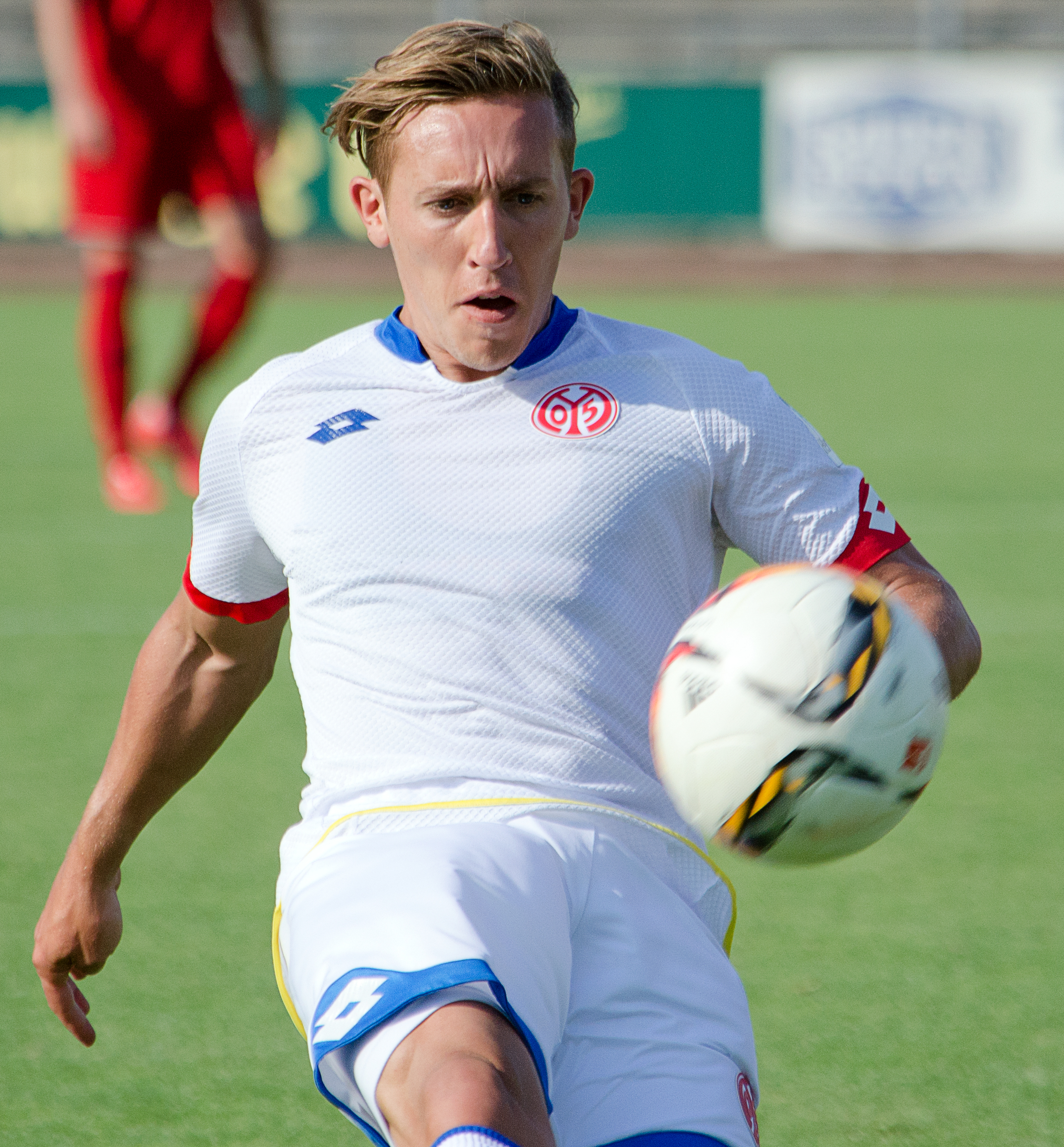
Де Бласис в составе «Майнц 05»

Де Бласис — воспитанник клуба «Химансия Ла-Плата». В начале 2010 года для получения игровой практики Пабло на правах аренды перешёл в «Феррокарриль Оэсте». 13 февраля в матче против «Спортиво Итальяно» он дебютировал в аргентинской Примере B. Летом 2011 года де Бласис вернулся в «Химансию». 24 сентября в матче против «Ривер Плейт» он дебютировал за основной состав. 1 октября в поединке против «Атланты» Пабло забил свой первый гол за «Химнасию».
Летом 2012 года де Бласис перешёл в греческий «Астерас». 2 сентября в матче против «Керкиры» он дебютировал в греческой Суперлиге. 21 октября в поединке против «Верии» Пабло забил свой первый гол за «Астерас».
Летом 2014 года де Бласис подписал контракт на 3 года с немецким клубом «Майнц 05». Сумма трансфера 1,2 млн. евро. 26 сентября в матче против «Хоффенхайма» он дебютировал в Бундеслиге. 31 января 2015 года в поединке против «Падерборн 07» Пабло забил свой первый гол за «Майнц 05». В 2016 году в матчах Лиги Европы против бельгийского «Андерлехта» и азербайджанской «Габалы». Летом 2018 года де Бласис перешёл в испанский «Эйбар», подписав контракт на два года. Сумма трансфера составила 2 млн. евро. 15 сентября в матче против «Атлетико Мадрид» он дебютировал в Ла Лиге. 21 января 2019 года в поединке против «Эспаньол» Пабло забил свой первый гол за «Эйбар».
В начале 2021 года де Бласис на правах свободного агента подписал контракт с «Картахеной». 25 января в матче против «Мирандес» он дебютировал в Сегунде. 18 мая в поединке против «Алемании» Пабло забил свой первый гол за «Картахену».   